# Lourdes Guerras
Lourdes Guerras Mateos (Salamanca, 25 de febrero de 1950) es una locutora y actriz de radio. Su carrera profesional se ha desarrollado en el complejo de RTVE y en especial en el conjunto de emisoras de Radio Nacional de España (RNE) y Radio Exterior de España. A lo largo de su vida profesional ha participado en espacios comoTris Tras Tres, Historias y Ficción sonora, entre otros muchos.

## Biografía
Lourdes Guerras pasa su juventud en Salamanca, donde su padre era factor en la estación de ferrocarril de esa ciudad de Castilla y León; allí tuvo lugar su primera 'locución', cuando, a requerimiento del señor Guerras anunció por megafonía que «el tren con destino a Lisboa efectuará su salida dentro de cinco minutos». Tras unos años pasados posteriormente en Carcagente, donde se trasladó la familia en 1963, dio sus primeros pasos radiofónicos en Radio Alcira de la Cadena SER. 
Entre 1979 y 1981 formó parte del equipo que puso en antena en Radio Juventud de Madrid el programa dominical de cinco horas que constaba de los espacios «Juventud y pitanza», «No huyas cobarde» y «Os fastuosos guateques dos tempos fenecidos», con Antonio Peiró, Federico Volpini, Juan Ignacio Francia y Antonio Perea.
Ya en Madrid, y a partir de 1973, recién inauguradas las instalaciones de RTVE en Prado del Rey, Lourdes Guerras comenzó a colaborar en el Cuadro de Actores de RNE. Entre las piezas llevadas al radioteatro, estuvieron: Antígona, El viaje de Pedro el afortunado, El apóstata de Jack London, Las memorias de Casanova, El ruiseñor y la rosa de Oscar Wilde, El padre de Strindberg, A Electra le sienta bien el luto de Eugene O'Neill, y adaptaciones de obras nacionales como Los pergaminos de Pedro Muñoz Seca, Su amante esposa de Jacinto Benavente, La coja y el encogido de Hartzembush, El miserere de Gustavo Adolfo Bécquer, o La pata de palo de José de Espronceda...
En los últimos años de la década de los años 70, Lourdes Guerras compaginó su trabajo en el cuadro de actores con la presentación del programa de fin de semana Fiesta, en Radio Exterior de España y sustituyendo a Blanca Álvarez en otro programa en Radio Peninsular. Además se incorporó a los circuitos para doblaje en cine y series de televisión. De ese periodo es su participación en la radionovela Una casa sobre ruedas,
La actividad del cuadro de actores de Radio Nacional de España fue menguando hasta su extinción a mediados de los años 90. La declinante actividad del teatro radiofónico hizo que Lourdes Guerras compatibilizara sus interpretaciones con la locución de continuidad en Radio Exterior de España, Radio 2 (luego Radio Clásica) y todos aquellos programas que la reclamaban. En especial en el nocturno de Radio 3 Tris tras tres. Más tarde, aquel contacto supuso su colaboración con Faraco, Luna y Jesús Marchamalo en algunas grandes producciones internacionales de RNE: La encrucijada del sapo, para el Premio Montecarlo en 1989; Los sonidos de la ciudad-Opus 4.000.000, Premio URTI (Unión Internacional de Radio y Televisión) de 1990; y Una historia común (1991).
Así mismo, intervino en el Premio Margarita Xirgu Doble o nada, y en Hijos de la percusión (1990) de Jorge Díaz. Con Andrés Aberasturi en El último gato, con Juan Pablo Silvestre en Mundo babel, con José Manuel Rodríguez "Rodri" en Historias de pareja. En ese periodo, Javier Segade, Rodri y Lourdes pusieron voces a una colección de cuentos infantiles tradicionales. Participó en el serial Historias de Manuel de Alfonso Gil, que se emitió en el magazín de la mañana de Radio 1 que presentaba Paco Lobatón. Más larga fue la colaboración con Fernando Luna en Encantado, programa de Radio 3, durante el periodo en que la dirigió José Ramón Rey.
Como dobladora de series de dibujos animados, con dirección de Fernando Luna, puso voz a personajes de las series Beavis and Butt-Head, Dog city (de Jim Henson) y Crapston Village.
En informativos, fue presentadora de "24 Horas" durante el periodo que dirigió José Manuel Martín Medem.
Entre 1996 y 1997 colaboró con Juan José Plans en el espacio Sobrenatural de Radio 1, que puso en antena obras como Sed de sangre, Clarimonda, la muerta enamorada, Carmilla, El panteón, La isla de los monstruos, Las máscaras del demonio, Frankenstein o el moderno Prometeo (20 capítulos), La ratonera o Abismo. Entre 1997 y 2003, y también con Plans, participó en Historias de RNE, algunas de cuyas emisiones fueron realizadas en directo desde el Teatro Jovellanos en Gijón: La Bella y la Bestia, El velador, Otra vuelta de tuerca o La sangre es vida.
En 2000 fue requerida por Faraco para compartir con él la mesa de narradores del serial Cuando Juan y Tula fueron a Siritinga, protagonizando algunos capítulos que son un buen ejemplo de un tour-de-force de actores de radio.

... bueno, la Historia de Radio 3 podría entenderse sin Lourdes Guerras..., pero no podría escucharse.

Con la extinción total del cuadro de actores, Lourdes Guerras se incorporó en 1992 al departamento de Promociones y Programas Especiales de RNE, hasta febrero de 2007, año en que se prejubiló.

## Televisión y "Ficción sonora"
En TVE intervino en algunos programas de Mujeres en la Historia, como los dedicados a Rosalía de Castro y Ana de Austria, y en el documental dedicado a Miguel Delibes. 
Su última actividad relacionada con el radioteatro se ha centrado en la serie "Ficción sonora", que arrancó en 2005 con "Epifanía de un sueño" de Jorge Díaz en el Corral de comedias de Almagro y que se ha prolongado durante nueve años, primero en el festival extremeño y luego en La Casa Encendida de Madrid, con el siguiente repertorio en el que ha intervenido Lourdes Guerras, junto a destacadas actrices y actores: Querido Mozart de Natalia Menéndez, El convoy de los 927 de Montse Armengol, Ricardo Belis y Laila Ripoll, Fuenteovejuna en el frente 1936 de José Antonio Ramírez, Los farsantes del contrafoso de Juan Margallo y Petra Martínez, El jardín de Venus de Roberto Mendés, 24 horas en la vida de una mujer de Stefan Zweig y adaptación de Roberto Mendés, Tal como estabas de Roberto Mendés, El perro del hortelano de Lope de Vega y adaptación de Juan Carlos Mestre, El exorcista, Psicosis de Alfred Hitchcock, Drácula de Bram Stoker, Extraños en un tren de Patricia Highsmith llevada al cine por Alfred Hitchcock, La vida de Brian de los Monty Phyton, El último trayecto de Horacio Dos de Eduardo Mendoza y Un mundo feliz de Aldous Huxley.
Al margen de RNE, participa en el grupo Sonora Textual, que dirige Miguel Valiente, de lecturas dramatizadas (Vida y muerte de La Pepa, sobre la Constitución de Cádiz, y Dios ha salido y no se le espera) realizadas ante el público en Madrid, Salamanca y Teruel.